# セグー州
セグー州（セグーしゅう、フランス語: Région de Ségou）は、マリ共和国の州。州都はセグー。人口は246万人（2022年国勢調査）。

## 歴史
1960年6月7日に創設された州のひとつである。2023年2月22日、州東部のサン圏とトミニアン圏がサン州として分離し、面積が縮小した。

## 地理
セグー州はマリの中央部に位置し、北東を僅かにトンブクトゥ州、東をモプティ州、南東をサン州、南をクーティアラ州とディオイラ州、西をクリコロ州、北西をナラ州、北をモーリタニアと接する。
セグー州はサヘル地帯に属し、年平均降水量が513mmという半乾燥気候である。そのため、州内を流れるバニ川とニジェール川という2つの水路を利用した灌漑農業が盛んに行われてきた。セグー州の気候は雨季と乾季があり、雨季は6月から9月まで4ヶ月間続く。乾季は暑期と寒期にまた分かれる。寒期には北のサハラ砂漠より冷たく乾いたハルマッタンが南へと吹き抜け、雨季には南からモンスーンが北北西へと吹きぬける。

## 住民
最新の2022年国勢調査によると、人口は2,455,263人である。19ある州の中では最も多く、首都バマコ特別区を含めた第一級行政区画でもバマコ特別区に次いで多い。
2004年には、この州の人口の半分は15歳未満だった。人口増加率は年2.1%で、人口の79%は農村に住む。住民はバンバラ人、ボゾ人、ソニンケ人、マンディンゴ人とトゥクロール人が多い。 この地域の人口の半数はバンバラ人である。バンバラ人はバンバラ語またはジュラ語を話す。2番目に人口の多いのはボゾ人であり、彼らは漁業を中心とした生活を営む。またニジェール川水運を担うのも彼らであり、周囲からは水に熟練した民族とみなされている。ソモノ人（Somono）も漁民であり、厳密には民族ではなく、ボゾ人やソニンケ人、バンバラ人の混血である。マンディンゴ人はバンバラ人と密接な関係があり、服装や信念、宗教的慣行をバンバラ人と共有する。ソニンケ人は偉大な商人及び戦士として知られている。

## 産業
セグー州の主産業は農業、牧畜、それに漁業である。
セグー市は漁業と市場、それに陶器製造で知られている。セグーの市場には毎週多くの客が市外から訪れ、野菜、陶器、綿、金、革、果物、牛、穀物などを買ってゆく。

## 行政区画

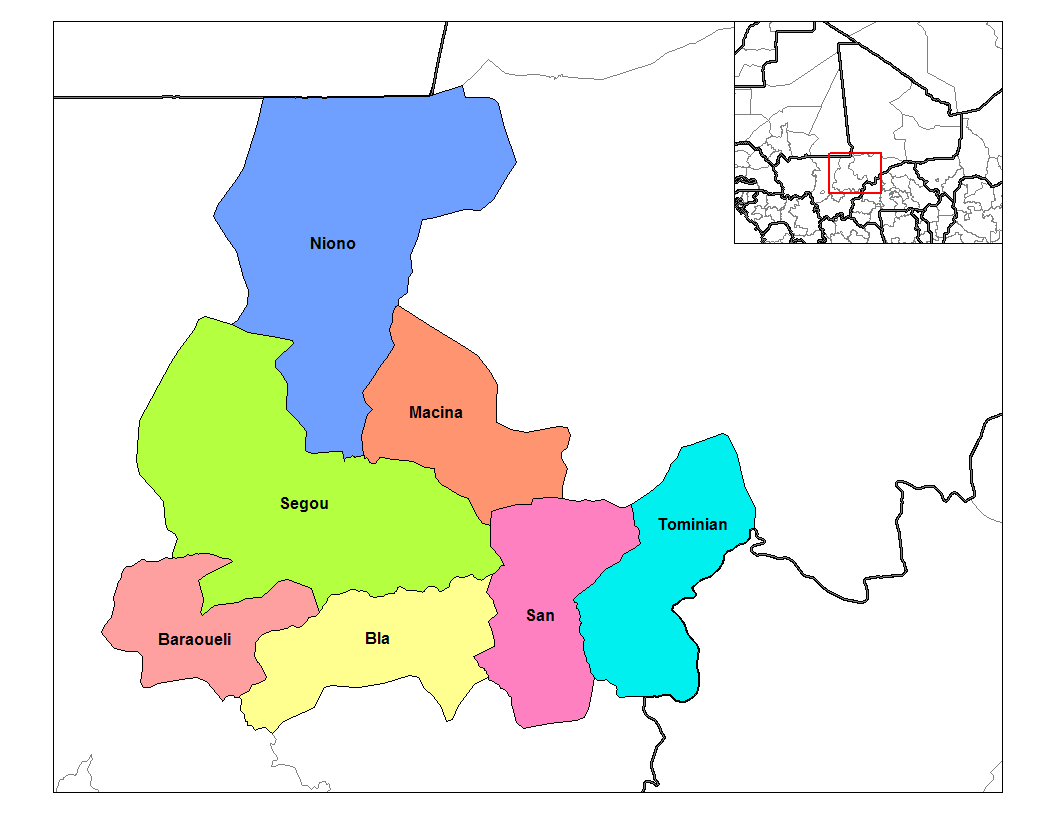
2023年以前のセグー州の圏

2023年2月以降、クリコロ州は11つの圏（Circle）に分かれている。圏の下は35郡、78コミューン、1,512村・フラクスィオン・カルティエの順に細分化されている。
1. セグー圏（Ségou）
2. ブラ圏（Bla）
3. バルーエリ圏（Barouéli）
4. ニオノ圏（Niono）
5. マシーナ圏（Macina）
6. ディオロ圏（Dioro）
7. ファラコ圏（Farako）
8. ナムパラ圏（Nampala）
9. ソコロ圏（Sokolo）
10. マルカラ圏（Markala）
11. サロ圏（Sarro）

2023年以前は以下の7圏に分かれていた。
1. ブラ圏 --- ブラ（英語版）
2. バルーエリ圏 --- バルーエリ（英語版）
3. マシーナ圏 --- マシーナ（英語版）
4. ニオノ圏 --- ニオノ（英語版）、ディアバリ（英語版）
5. サン圏 --- サン
6. セグー圏 --- セグー
7. トミニアン圏 --- トミニアン（英語版）